# Турпан (рід)
Турпа́н (Melanitta) — рід гусеподібних птахів родини качкових (Anatidae). Представники цього роду мешкають в Євразії і Північній Америці.

## Опис
Турпани і синьги — морські качки, середня довжина яких становить 43-58 см, розмах крил 78-99 см, а вага 861—2104 г. Вони мають кремезну будову тіла, коротку шию і велику голову. Самці мають переважно чорне забарвлення і помітно великі дзьоби, часто з виступом біля основи. Іноді на крилах у них є білі «дзеркальця». Самиці мають темно-буре забарвлення.
Турпани і синьги гніздяться на крайній півночі Європи, Азії і Північної Америки, а зимують південніше, в помірних зонах цих континентів. Вони формують великі зграї в прибережних водах. Добре пірнають, літають некохоче, з розбігу. зграя в польоті розтягується в довгий ряд. Живляться молюсками, личинками водних комах, іноді дрібною рибою і корневищами водник рослин. Гніздяться на землі, на берегу моря, озера або річки, в лісистій або тундровій місцевості. Встелюють гнізда пухом. В кладці від 6 до 10 яєць, інкубаційний період триває приблизно 3 тижні. Насиджують і доглядають за пташенятами лише самиці.

## Види
Виділяють шість видів:
- Турпан білолобий (Melanitta perspicillata)
- Турпан білокрилий (Melanitta fusca)
- Турпан горбатодзьобий (Melanitta deglandi)[13][14]
- Турпан азійський (Melanitta stejnegeri)[15][14]
- Синьга (Melanitta nigra)
- Синьга американська (Melanitta americana)[16][17][18][19]

## Етимологія
Наукова назва роду Melanitta походить від сполучення слів дав.-гр. μελας — чорний і νηττα — качка.